# 孙洪 (明朝宦官)
孙洪（1459年—1523年），涿县人，明朝弘治时期的御马监太监。

## 生平
天顺三年（1459年），出生。成化十三年（1477年），被选宫廷。成化十四年（1478年），担任长随，不久改任监工。成化十五年（1479年），司香裕陵。弘治九年（1496年），明孝宗选他侍奉太子朱厚照（明武宗）。弘治十年（1497年），晋升奉御。弘治十八年（1505年），晋升御马监左监丞，奉候乾清宫，又晋升御马监太监。
正德年间，调任茂陵神宫监，又调任南京司设监。正德七年（1512年），奉诏回京，署理上林苑监事。正德十二年（1517年），奉命监督京仓。正德十四年（1519年），加总督之任。正德十六年，明武宗去世，明世宗即位，实施行政。嘉靖元年（1522年），被任命为宣府镇守太监。不久因病，乞求回京师，提督军务。嘉靖二年（1523年），去世，享年65岁。

## 亲属
- 孙泰（父）
- 董氏（母）
- 孙钦（从子）
- 孙铭（从子）
- 孙胜（孙）
- 马玉（义子）—内官监左监丞

## 延伸阅读
- 《明故御马监太监孙公墓志铭》